# Gareth Southgate
Gareth Southgate (Watford, 3 de septiembre de 1970) es un exfutbolista y entrenador británico. Se desempeñaba en la posición de defensa o centrocampista y su último club fue el Middlesbrough F. C., donde llegó a ser capitán. Entre 2016 y 2024 ocupó el cargo de seleccionador de la selección de fútbol de Inglaterra.
Como futbolista de la selección inglesa, falló el tiro de penalti decisivo en la Eurocopa 1996, que provocó la eliminación de su equipo en semifinales en un torneo en el que era el anfitrión. Años después, ya como seleccionador del combinado inglés, implementó estrategias y llevó a cabo prácticas individuales para disminuir la posibilidad de fallar los penaltis. En el Mundial 2018, después de seis ocasiones fallidas, lograron superar una tanda de penaltis en octavos de final veintiocho años después ante Colombia, consiguiendo llegar a semifinales de la Copa del Mundo por primera vez en casi treinta años
A su vez, implementó técnicas cuestionables en los lanzamientos de la final de la Eurocopa 2020 confiando los penales decisivos a jóvenes e incluso inexpertos como es el caso de Saka, en detrimento de capitanes y jugadores más experimentados en los lanzamientos desde el punto penal. En este año 2024 dejó de ser entrenador de Inglaterra 

## Trayectoria

### Como futbolista
Southgate nació en la ciudad de Watford y creció en Crawley. Se unió al Crystal Palace en 1988 y debutó con el primer equipo en octubre de 1990, en un partido por la Copa de la Liga ante el Southend United. A los veintidós años se convirtió en el capitán del equipo. En noviembre de 1993 llegó a los cien partidos con el Crystal Palace y, en la temporada 1993-94, el club ascendió a la Premier League. En 1995, fichó por el Aston Villa, donde comenzó a jugar en la posición de centrocampista. En enero del año 2000 fue elegido jugador del mes de la liga. En 2001 fue transferido al Middlesbrough F. C., que pagó 6,5 millones de euros para ficharlo. En este equipo se retiró en 2006. En total, en la Premier League disputó trece temporadas en las que jugó 426 partidos, marcó diecisiete goles y dio dieciséis asistencias.
También integró el plantel de la selección inglesa durante nueve años, en los que jugó cincuenta y siete partidos y los siguientes torneos internacionales: la Eurocopa 1996, en la que su equipo perdió en semifinales con Alemania en tanda de penales y Southgate falló el disparo definitorio; la Copa Mundial de Fútbol de 1998, donde disputó dos encuentros, ante Túnez y Argentina; la Eurocopa 2000, en la que solo tuvo una aparición; y la Copa Mundial de Fútbol de 2002.

### Como entrenador
Southgate dirigió al Middlesbrough F. C. entre 2006 y 2009, cuando fue despedido después de que el equipo descendiera a la segunda división. No volvió a dirigir sino hasta cuatro más tarde, cuando fue nombrado seleccionador de la categoría sub-21 de Inglaterra. En 2015 su equipo quedó eliminado de la Eurocopa Sub-21 en la fase de grupos. Bajo su conducción, los ingleses se proclamaron campeones del Torneo Esperanzas de Toulon de 2016 tras imponerse por 2:1 ante Francia en la final. En septiembre de 2016 se convirtió en entrenador interino del seleccionado absoluto y, después de cuatro partidos (el primero de ellos, una victoria ante Malta), fue nombrado director técnico. El 5 de octubre de 2017, tras derrotar a Eslovenia por 1:0, su equipo clasificó a la Copa del Mundo.
En la Copa Mundial de Fútbol, la selección integró el grupo G junto con Bélgica, Panamá y Túnez. Los ingleses quedaron ubicados en la segunda posición de su grupo, por detrás de los belgas, y accedieron a los octavos de final, donde derrotaron a Colombia en tanda de penales. En los cuartos de final, vencieron a Suecia y clasificaron a la semifinal de una Copa del Mundo por primera vez en veintiocho años. Perdieron con Croacia y, por el partido del tercer puesto, nuevamente con Bélgica. En total, su equipo consiguió tres victorias, tres derrotas y un empate. Southgate fue uno de los candidatos al premio The Best FIFA al mejor entrenador del año, pero el galardón se lo llevó 
Didier Deschamps. El 4 de octubre extendió su contrato con la selección por cuatro años. En noviembre, quedó en el quinto puesto en la lista de la Federación Internacional de Historia y Estadística de Fútbol (IFFHS) al mejor seleccionador del mundo.
Posterior a su participación en Copa del Mundo, la selección inglesa debutó en la Liga de Naciones de la UEFA, integrando el grupo 4 de la Liga A. El 8 de septiembre de 2018 debutó frente a España, con una derrota por 2 a 1. En el transcurso del torneo, Inglaterra logró llegar hasta la Fase final de la Liga de Naciones, donde caería eliminada en semifinales ante Países Bajos por un marcador de 3 a 1 y tendría que jugar el partido por el tercer puesto ante Suiza, que lo terminaría ganando en penales (6-5) luego de un empate a 0.  
Inglaterra fue emparejada en el Grupo A en las Clasificatorias para la Eurocopa 2020. El 22 de marzo de 2019 debutó con una victoria por 5 a 0 ante República Checa. La selección dirigida por Southgate, logró asegurar su clasificación a la Eurocopa 2020, el 14 de noviembre de 2019, al ganarle por 7 goles a 0 al seleccionado de Montenegro por la penúltima fecha de las clasificatorias. 
La selección inglesa conformó el Grupo D de la Eurocopa 2020 junto a los seleccionados de Croacia, Escocia y República Checa. Inglaterra debutó el 13 de junio de 2021 con una victoria por 1 a 0 frente a la escuadra croata. En el segundo partido de la competición, logró un empate por 0 a 0 frente a la selección escocesa, y para finalizar su participación en la fase de grupos, obtuvo una victoria por 1 a 0 frente a la República Checa, que le dio el pase como primero de grupo hacia los octavos de final de la competición en donde se debió de enfrentar a la selección alemana. Inglaterra logró avanzar hacia los cuartos de final al ganarle por un marcador de 2 a 0 a Alemania . En los cuartos se enfrentó a Ucrania, a la cual derrotó por 4 goles contra 0 , llegando así, a las semifinales del torneo donde les estaría esperando Dinamarca. El partido entre ambos equipos finalizó 2 a 1 a favor de Inglaterra y por consecuencia, la selección de Southgate llegó a la primera final de la historia de la selección inglesa en Eurocopas .  El 11 de julio de 2021, en el estadio de Wembley se desarrolló la Final de la Eurocopa entre el equipo inglés dirigido por Southgate y la selección italiana, Inglaterra comenzó ganando el partido con un gol de Luke Shaw, pero Italia se lo empató con un tanto de Leonardo Bonucci. El partido no se movió más en el marcador y fueron a penales, donde la selección italiana se consagró campeona al derrotar por (3-2) a los ingleses, siendo esta la primera final disputada por Gareth Southgate como seleccionador de Inglaterra. 
El 12 de julio de 2024, alcanzó su 2.º final consecutiva de Eurocopa tras vencer a Países Bajos con goles de Harry Kane y Ollie Watkins en el 90'.De esta forma, Southgate alcanza en 8 años lo que no se había hecho en los 86 años anteriores, que es el hecho de disputar más de una final en campeonatos internacionales.
El 16 de julio de 2024, tras 8 años en el cargo y 102 partidos dirigidos, anuncia que dimite como Seleccionador  Inglés, siendo uno de los entrenadores que más partidos ha dirigido al equipo,  tras Alf Ramsey y Walter Winterbottom .
Tras un tiempo buscando equipo después de su despido del Selección de Inglaterra, se le relacionaría con clubes como el Manchester City, Aston Villa, Tottenham Hotspur y Newcastle United. Sin embargo, fue este último que se hizo con sus servicios en junio de 2025, fichando por tres temporadas a razón de 9 millones de euros cada una, desbancando así a Pep Guardiola como el entrenador mejor pagado de Europa.

### Participaciones en fases finales

#### Como futbolista
| Torneo                         | Sede                   | Resultado        |
| ------------------------------ | ---------------------- | ---------------- |
| Eurocopa 1996                  | Inglaterra             | Semifinales      |
| Copa Mundial de Fútbol de 1998 | Francia                | Octavos de final |
| Eurocopa 2000                  | Bélgica y Países Bajos | Fase de grupos   |
| Copa Mundial de Fútbol de 2002 | Corea del Sur y Japón  | Cuartos de final |

#### Como entrenador
| Torneo                              | Sede            | Selección         | Resultado        |
| ----------------------------------- | --------------- | ----------------- | ---------------- |
| Eurocopa Sub-21 2015                | República Checa | Inglaterra Sub-21 | Fase de grupos   |
| Copa Mundial 2018                   | Rusia           | Inglaterra        | Cuarto lugar     |
| Liga de Naciones de la UEFA 2018-19 | Portugal        | Inglaterra        | Tercer lugar     |
| Eurocopa 2020                       | Europa          | Inglaterra        | Subcampeón       |
| Copa Mundial 2022                   | Catar           | Inglaterra        | Cuartos de final |
| Eurocopa 2024                       | Alemania        | Inglaterra        | Subcampeón       |

## Clubes y estadísticas

### Como jugador
| Club           | País       | Año       |
| -------------- | ---------- | --------- |
| Crystal Palace | Inglaterra | 1988-1995 |
| Aston Villa    | Inglaterra | 1995-2001 |
| Middlesbrough  | Inglaterra | 2001-2006 |

### Como entrenador

#### Clubes
| Equipo                   | Div.         | Temporada    | Liga | Liga | Liga | Liga | Liga |    | Copa | Copa | Copa | Copa |   | Internacional | Internacional | Internacional | Internacional | Internacional |   | Otros | Otros | Otros | Otros |    | Totales     | Totales | Totales | Totales | Totales | Totales | Totales | Totales |
| Equipo                   | Div.         | Temporada    | PD   | G    | E    | P    | Pos. | PD | G    | E    | P    | PD   | G | E             | P             | Pos.          | PD            | G             | E | P     | PD    | G     | E     | P  | Rendimiento | GF      | GC      | Dif.    |         |         |         |         |
| ------------------------ | ------------ | ------------ | ---- | ---- | ---- | ---- | ---- | -- | ---- | ---- | ---- | ---- | - | ------------- | ------------- | ------------- | ------------- | ------------- | - | ----- | ----- | ----- | ----- | -- | ----------- | ------- | ------- | ------- | ------- | ------- | ------- | ------- |
| Middlesbrough Inglaterra | 1.ª          | 2006-07      | 38   | 12   | 10   | 16   | 12.º | 9  | 1    | 6    | 2    | -    | - | -             | -             | -             | -             | -             | - | -     | 47    | 13    | 16    | 18 | 39.01%      | 58      | 64      | -6      |         |         |         |         |
| Middlesbrough Inglaterra | 1.ª          | 2007-08      | 38   | 10   | 12   | 16   | 13.º | 7  | 4    | 1    | 2    | -    | - | -             | -             | -             | -             | -             | - | -     | 45    | 14    | 13    | 18 | 40.74%      | 50      | 58      | -8      |         |         |         |         |
| Middlesbrough Inglaterra | 1.ª          | 2008-09      | 38   | 7    | 11   | 20   | 19.º | 7  | 4    | 1    | 2    | -    | - | -             | -             | -             | -             | -             | - | -     | 45    | 11    | 12    | 22 | 40.18%      | 42      | 66      | -24     |         |         |         |         |
| Middlesbrough Inglaterra | 2.ª          | 2009-10      | 13   | 7    | 2    | 4    | Inc. | 1  | 0    | 0    | 1    | -    | - | -             | -             | -             | -             | -             | - | -     | 14    | 7     | 2     | 5  | 54.76%      | 21      | 15      | +6      |         |         |         |         |
| Middlesbrough Inglaterra | Total clubes | Total clubes | 127  | 36   | 35   | 56   | -    | 24 | 9    | 8    | 7    | -    | - | -             | -             | -             | -             | -             | - | -     | 151   | 45    | 43    | 63 | 39.29%      | 171     | 203     | -32     |         |         |         |         |
| 1.                       |              |              |      |      |      |      |      |    |      |      |      |      |   |               |               |               |               |               |   |       |       |       |       |    |             |         |         |         |         |         |         |         |

#### Selecciones
| Inglaterra Sub-21   | 2013-14             | -   | -  | -  | -  | -   | 12 | 11 | 1  | 0 | -  | -  | - | - | -   | -  | -  | - | - | 12  | 11  | 1  | 0  | 94.45% | 35  | 4   | +31  |
| Inglaterra Sub-21   | 2014-15             | -   | -  | -  | -  | -   | -  | -  | -  | - | 3  | 1  | 0 | 2 | FG  | 6  | 5  | 0 | 1 | 9   | 6   | 0  | 3  | 66.67% | 15  | 11  | +4   |
| Inglaterra Sub-21   | 2015-16             | -   | -  | -  | -  | -   | 6  | 4  | 2  | 0 | -  | -  | - | - | -   | 11 | 11 | 0 | 0 | 17  | 15  | 2  | 0  | 92.16% | 45  | 7   | +38  |
| Inglaterra Sub-21   | Total               | -   | -  | -  | -  | -   | 18 | 15 | 3  | 0 | 3  | 1  | 0 | 2 | -   | 17 | 16 | 0 | 1 | 38  | 32  | 3  | 3  | 86.84% | 95  | 22  | +63  |
| Inglaterra          | 2015-16             | -   | -  | -  | -  | -   | -  | -  | -  | - | -  | -  | - | - | -   | 1  | 0  | 1 | 0 | 1   | 0   | 1  | 0  | 33.33% | 2   | 2   | +0   |
| Inglaterra          | 2016-17             | -   | -  | -  | -  | -   | 9  | 7  | 2  | 0 | -  | -  | - | - | -   | 4  | 0  | 2 | 2 | 13  | 7   | 4  | 2  | 64.11% | 19  | 7   | +12  |
| Inglaterra          | 2017-18             | -   | -  | -  | -  | -   | -  | -  | -  | - | 7  | 3  | 1 | 3 | 4.º | 6  | 5  | 1 | 0 | 13  | 8   | 2  | 3  | 66.67% | 22  | 10  | +12  |
| Inglaterra          | 2018-19             | 6   | 2  | 2  | 2  | 3.º | 8  | 7  | 0  | 1 | -  | -  | - | - | -   | -  | -  | - | - | 14  | 9   | 2  | 3  | 69.05% | 44  | 14  | +30  |
| Inglaterra          | 2019-20             | -   | -  | -  | -  | -   | -  | -  | -  | - | -  | -  | - | - | -   | 2  | 2  | 0 | 0 | 2   | 2   | 0  | 0  | 100%   | 6   | 0   | +6   |
| Inglaterra          | 2020-21             | 6   | 3  | 1  | 2  | FG  | 10 | 8  | 2  | 0 | 7  | 5  | 2 | 0 | 2.º | 2  | 2  | 0 | 0 | 25  | 18  | 5  | 2  | 78.67% | 59  | 9   | +50  |
| Inglaterra          | 2021-22             | -   | -  | -  | -  | -   | -  | -  | -  | - | -  | -  | - | - | -   | 2  | 2  | 0 | 0 | 2   | 2   | 0  | 0  | 100%   | 5   | 1   | +4   |
| Inglaterra          | 2022-23             | 6   | 0  | 3  | 3  | FG  | 2  | 2  | 0  | 0 | 5  | 3  | 1 | 1 | 1/4 | -  | -  | - | - | 13  | 5   | 4  | 4  | 48.72% | 21  | 15  | +6   |
| Inglaterra          | 2023-24             | -   | -  | -  | -  | -   | 7  | 5  | 2  | 0 | 7  | 3  | 3 | 1 | 2.º | 5  | 2  | 1 | 2 | 19  | 10  | 6  | 3  | 63.16% | 35  | 14  | +21  |
| Inglaterra          | Total               | 18  | 5  | 6  | 7  | -   | 36 | 29 | 6  | 1 | 26 | 14 | 7 | 5 | -   | 22 | 13 | 5 | 4 | 102 | 61  | 24 | 17 | 67.64% | 213 | 72  | +141 |
| Total selecciones   | Total selecciones   | 18  | 5  | 6  | 7  | -   | 54 | 44 | 9  | 1 | 29 | 15 | 7 | 7 | -   | 39 | 29 | 5 | 5 | 140 | 93  | 27 | 20 | 72.86% | 308 | 94  | +214 |
| Total en su carrera | Total en su carrera | 145 | 41 | 41 | 63 | -   | 78 | 53 | 17 | 8 | 29 | 15 | 7 | 7 | -   | 39 | 29 | 5 | 5 | 291 | 138 | 70 | 83 | 55.44% | 479 | 297 | +182 |

##### Estadísticas como seleccionador de Inglaterra
| Torneo                          | PJ  | PG | PE | PP | GF  | GC | DF   | Pts | Mejor Resultado | Rendimiento |
| ------------------------------- | --- | -- | -- | -- | --- | -- | ---- | --- | --------------- | ----------- |
| Copa Mundial de Fútbol          | 12  | 6  | 2  | 4  | 25  | 12 | +13  | 20  | 4.º lugar       | 55.56%      |
| Eurocopa                        | 14  | 8  | 5  | 1  | 19  | 8  | +11  | 29  | Subcampeón      | 69.04%      |
| Liga de las Naciones de la UEFA | 18  | 5  | 6  | 7  | 18  | 22 | -4   | 21  | 3.er lugar      | 38.89%      |
| Clasificatorias Mundialistas    | 19  | 15 | 4  | 0  | 56  | 6  | +50  | 49  | Clasificado     | 72.62%      |
| Clasificatorias Eurocopa        | 16  | 13 | 2  | 1  | 59  | 10 | +49  | 41  | Clasificado     | 85.42%      |
| Amistosos                       | 23  | 14 | 5  | 4  | 36  | 14 | +22  | 47  | +14 PG          | 68.12%      |
| Total                           | 102 | 61 | 24 | 17 | 213 | 72 | +141 | 207 | Sin títulos     | 67.64%      |

## Palmarés

### Como futbolista
| Título                       | Equipo              | País       | Año     |
| ---------------------------- | ------------------- | ---------- | ------- |
| Football League Division One | Crystal Palace      | Inglaterra | 1993-94 |
| Copa de la Liga              | Aston Villa         | Inglaterra | 1995-96 |
| Copa de la Liga              | Middlesbrough F. C. | Inglaterra | 2003-04 |

## Distinciones individuales
| Distinción                                                    | Año  |
| ------------------------------------------------------------- | ---- |
| Jugador del mes de enero de la Premier League.                | 2000 |
| Entrenador del mes de agosto de la Premier League.            | 2008 |
| Nominado al premio The Best FIFA al mejor entrenador del año. | 2018 |
| Premio IFFHS – Mejor seleccionador nacional del mundo (5.º).  | 2018 |
| Premio BBC a la Personalidad deportiva del año – Entrenador.  | 2018 |

## Vida privada
En julio de 1997, Southgate se casó con Alison Bird, con quien tiene una hija, Mia, y un hijo, Flynn.
En 2019 fue nombrado oficial de la Orden del Imperio Británico y en 2025 fue nombrado Knight Bachelor.